# Ngân hàng Krung Thai
Krung Thai (Krungthai) Bank Public Company Limited (KTB) (tiếng Thái: ธนาคารกรุงไทย) là ngân hàng nhà nước được cấp giấy phép hoạt động bởi Bộ Tài chính. Mã Swift của KTB là KRTHTHBK.

## Lịch sử
Ngân hàng đi vào hoạt động ngày 14 tháng 3 năm 1966 sau khi hợp nhất hai ngân hàng thuộc chính phủ là Ngân hàng Kaset Bank và Ngân hàng Monton. Ngân hàng hợp nhất sau đó đã được đặt tên "Krungthai Bank Limited", với logo là hình ảnh của chim Vayupaksa, đó cũng là logo được Bộ Tài chính sử dụng.
Ngày 2 tháng 8 năm 1989, Ngân hàng Krungthai là doanh nghiệp nhà nước đầu tiên niêm yết cổ phần của mình trên Sàn giao dịch chứng khoán Thái Lan (SET). Cổ đông lớn của nó là Bộ Tài chính thông qua số cổ phần gồm 6.184 tỷ cổ phiếu của Quỹ Phát triển Tổ chức Tài chính (FIDF), chiếm 55,31% tổng số cổ phần.
Ngoài các hoạt động ngân hàng thương mại, Ngân hàng Krungthai đã phục vụ như một kênh cho các dịch vụ tài chính hỗ trợ các sáng kiến của chính phủ. Nó thực hiện điều này bằng cách cho vay đối với các doanh nghiệp thuộc một số loại nhất định, chẳng hạn như các khoản vay One Tambon One (OTOP), các khoản vay máy tính ICT và các khoản vay giáo dục. Ngoài ra, hầu hết các cơ quan chính phủ dùng ngân hàng để giải ngân. Ví dụ, bộ phận doanh thu phát hành hoàn thuế qua Krungthai kiểm tra và xử lý giải ngân của các quỹ chính phủ như thanh toán lương hưu.
Trong cuộc khủng hoảng kinh tế của Thái Lan, ngân hàng hỗ trợ chính sách của chính phủ kích thích nền kinh tế quốc gia bằng cách cung cấp "Gói kích thích Thai Khem Kheng 2012" để tăng cường tính thanh khoản.
Năm 2016, Krungthai được chọn là "Nhà cung cấp tài chính thương mại tốt nhất tại Thái Lan 2016" bởi tạp chí Global Finance dựa trên đầu vào từ các nhà phân tích ngành công nghiệp, giám đốc điều hành công ty và các chuyên gia công nghệ. Tiêu chí lựa chọn người chiến thắng bao gồm: khối lượng giao dịch, phạm vi phủ sóng toàn cầu, dịch vụ khách hàng, giá cả cạnh tranh và công nghệ tiên tiến.
Tính đến  năm February 2017, Krung Thai là ngân hàng có chi nhánh trong nước lớn nhất với 1,210 chi nhánh.

## Tài chính
Krung Thai hoàn thành năm tài chính 2017 (31 tháng 12 năm 2017) với tài sản 2.559.991,06 triệu baht, doanh thu 156.973,75 triệu baht, lợi nhuận ròng 22.440,01 triệu baht, và tổng vốn chủ sở hữu 287,861,26 triệu baht.